# 諫早茂晴
諫早 茂晴（いさはや しげはる）は、江戸時代中期の肥前国佐賀藩士。諫早鍋島家（諫早氏）7代当主。

## 出自
養父諫早茂元は、龍造寺隆信の又従兄弟家晴の玄孫である。藩主鍋島家の旧主君龍造寺家の一族で、鍋島姓を憚って諫早姓を称した。家紋は「上り藤」。代々藩主の偏諱を受け「茂」の字を拝領している。
龍造寺氏一族として、藩内で大名並みの知行2万6千石と強い影響力を持つ。実家の白石鍋島家は、佐賀藩主御親類の筆頭で、初代藩主鍋島勝茂の八男鍋島直弘に始まる家。実父の鍋島直堯（直紹）は直弘の子である。

## 略歴
延宝8年（1680年）8月5日、白石鍋島直堯（直紹）の子として誕生。元禄7年（1694年）8月に先代茂元（茂照）が没し、10月13日にその家督を相続する。宝永元年（1704年）9月13日、茂元の娘於福と結婚。
元禄12年（1699年）藩主・鍋島綱茂により、龍造寺四家が親類同格と定められた。以降、四家は今まで担ってきた藩政を主導する請役から排除され、藩政から遠ざかる。鍋島吉茂が新藩主となると、茂晴ら龍造寺四家が再び請役を担うこととなる。
享保15年（1730年）、鍋島宗茂が新藩主となり、側役の有田八右衛門を勝手方に任命して、請役の権限を制限し、請役の茂晴を藩政から排除する動きが起こる。享保17年（1732年）3月、病犬を城下から追い出したことが生類憐れみの令に反すると咎められ、遠慮を申し付けられる。6月、藩杉材方の真木三郎左衛門に不正があり、監督不行き届きで処罰され請役を罷免、蟄居を命じられ、12月には隠居を命じられた。
ところが、同年起こった享保の大飢饉に際して、茂晴が諫早領民に飢飯米を与えるなどして餓死者を出すのを防いだのに対して、有田八右衛門らは佐賀藩内で有効な対策を打てず、領民の二割が餓死する事態となる。享保18年（1733年）宗茂が江戸に参勤中に、謹慎中の茂晴からの書状を読んだ小城藩主・鍋島直英が重臣らと協議して、宗茂に無断で有田八右衛門の罷免を断行した。宗茂もその措置を追認することとなり、勝手役は廃止され、再び竜造寺四家が請役として藩政を担うこととなった。
享保20年（1736年）11月30日死去。享年56。菩提寺の天祐寺に葬られた。

## 系譜
- 父：鍋島直堯（1651-1740）
- 母：お糸の方
- 養父：諫早茂元（1665-1694）
- 正室：於福 - 諫早茂元娘
  - 次男：諫早茂行（1714-1765）
- 生母不明の子女
  - 男子：諫早清延